# Урух-Сота
Урух-Сота — село (аул) в Чародинском районе Дагестана. Входит в «Сельсовет Гочобский».

## География
Находится в 20 км к западу от с. Цуриб.
Расположено на р. Каралазургер (бассейн р. Каракойсу).

## Население
| 1869 | 1888 | 1895 | 1926 | 1939 | 1970 | 1989 |
| ---- | ---- | ---- | ---- | ---- | ---- | ---- |
| 140  | ↗175 | ↘168 | ↗193 | ↗242 | ↗278 | ↘153 |
| 2002 | 2010 | 2021 |      |      |      |      |
| ↗165 | ↘148 | ↗187 |      |      |      |      |